# Heiner Carow
Heiner Carow (ur. 19 września 1929 w Rostocku; zm. 1 lutego 1997 w Poczdamie) – niemiecki reżyser i scenarzysta filmowy, jeden z czołowych twórców kina NRD w latach 70. i 80. 
Członek jury konkursu głównego na 38. MFF w Berlinie. Dwa lata później na  40. Berlinale został laureatem Srebrnego Niedżwiedzia za wybitny wkład artystyczny za film Coming Out (1989). Był to pierwszy film z NRD poruszający tematykę gejowską, a jego premiera przypadła na 9 listopada 1989, czyli dokładnie dzień zburzenia muru berlińskiego.